# Gerhard Hofmann (Grafiker)
Gerhard Hofmann (* 1960 in Worms) ist ein deutscher Maler und Radierer.

## Leben und Werk
Gerhard Hofmann ist vor allem als Farbradierer bekannt. Sein druckgrafisches Werk umfasst unter anderem Grafikserien zu musikalischen und literarischen Themen, wie zu Mozarts „Zauberflöte“ (1991 und 2000), Shakespeares „Sommernachtstraum“ (1992), zum Musical „Cats“ (1993) oder „Alice im Wunderland“ von [Lewis Carroll]. Seit 1995 entstand eine Vielzahl von Stadtansichten europäischer und deutscher Städte.
Die Besonderheit der von Hofmann angewendeten Radier- und Drucktechnik besteht darin, in der Regel drei differenziert geätzte Aquatinta-Platten so anzulegen und in den Grundfarben Gelb, Rot und Blau übereinanderzudrucken, dass im Ergebnis eine größtmögliche Farbvielfalt und Farbmischung entsteht.
Hofmann unterrichtete 1982 und 1984 sowie von 1989 bis 1999 als Assistent der Radierklasse an der Internationalen Sommerakademie für Bildende Kunst in Salzburg. In dieser Zeit assistierte er bei Rudolf Hradil, Uwe Bremer, Markus Vallazza, Yoshi Takahashi, Jan Voss, Kunito Nagaoka, Dora Maurer und Adriena Simotová.
Gerhard Hofmann erhielt unter anderem 1984 den Förderpreis des Landes Rheinland-Pfalz für Grafik und 1986 den Pfalzpreis für Malerei. Hofmann arbeitet auch als Bildhauer, Designer und Buchillustrator. 1995 und 1996 entstand eine Serie von Glasskulpturen in Zusammenarbeit mit Berengo Fine Arts in Venedig. Seit 1996 hat Gerhard Hofmann verschiedene Dekore mit Stadtansichten für die Rosenthal AG gestaltet. Er lebt und arbeitet in Neustadt an der Weinstraße.

## Einzelausstellungen (Auswahl)
- 1988 Pfalzgalerie, Kaiserslautern
- 1988 Galerie Welz, Salzburg
- 1989 Galerie manus presse, Stuttgart
- 1992 Galerie Bode Nürnberg
- 1993 Heylshof, Worms am Rhein
- 1996 Galerie Schneider, Berlin
- 1998 Galerie Franziskanergasse, Salzburg
- 1999 Schloss Brake, Lemgo
- 2003 Fondation Reneé Carcan, Brüssel
- 2014 Stadtmuseum Villa Böhm Neustadt an der Weinstraße
- 2020/21 Dotzheimer Museum, Wiesbaden

## Ausstellungsbeteiligungen (Auswahl)
- 1994 Teilnahme an der 3. Internationalen Grafik-Biennale in Oderzo/Italien
- 1997 Teilnahme an der 22. Internationalen Grafik-Biennale in Ljubljana/Slowenien
- 2007 Teilnahme an der 18. Internationalen Biennale für Radierung in Sarcelles/Frankreich
- 2015 "Grafik der Gegenwart" aus der Jan Haluszka Kollektion, Städtisches Museum Gerhart-Hauptmann-Haus, Jelina-Gora-Jagniatkow/Polen

## Buchillustrationen
- Artur Schütt, Ankunft in Ombrosa, 1986
- William Shakespeare, Un sueño de la noche de San Juan, Circulo de Lectores, 1994, ISBN 84-226-5131-9
- Lewis Carroll, Alicia en el Pais de las Maravillas, Galaxia Gutenberg/Circulo de Lectores, 1994, Circulo de Lectores: ISBN 84-226-4862-8, Galaxia Gutenberg: ISBN 84-8109-019-0
- German Jossé, Rätselhafte Pfalz, 2005, ISBN 3-9806997-4-9
- German Jossé, Rätselhafte Pfalz, 2013, ISBN 3-9806997-4-9
- Michael Landgraf / Gerhard Hofmann, Bunte Pfalz, Wellhöfer Verlag, 2016, ISBN 978-3-95428-190-9